# Szövetséges hatalmak a második világháborúban
A szövetséges hatalmak, vagy szövetségesek (angolul Allies) kifejezés alatt a második világháború vonatkozásában a történettudomány azokat az államokat érti, amelyek együtt küzdöttek az ún. tengelyhatalmak ellen.
Az érintett országok vezetői 1942. január 1–2-án írták alá az Egyesült Nemzetek Nyilatkozatát, ennek nyomán hivatalos elnevezésük az Egyesült Nemzetek (angolul United Nations) lett, de a gyakorlatban általában csak röviden a „szövetségesek” elnevezést használták. Hivatalos elnevezésükből alakult ki a háború után megalapított Egyesült Nemzetek Szervezete (ENSZ) neve.
A szövetséges hatalmak magját a „Három Nagy” képezte: az Amerikai Egyesült Államok, az Egyesült Királyság és a Szovjetunió. Ezeket és Kínát együttesen Franklin D. Roosevelt amerikai elnök úgy említette, hogy a „Négy Rendőr”.

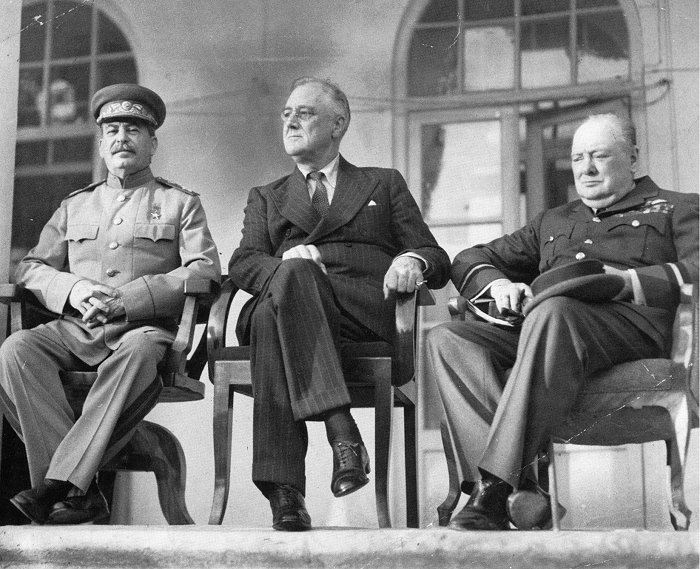
A „Három Nagy” állami vezetői a teheráni konferencián 1943-ban: Sztálin, Franklin D. Roosevelt és Winston Churchill

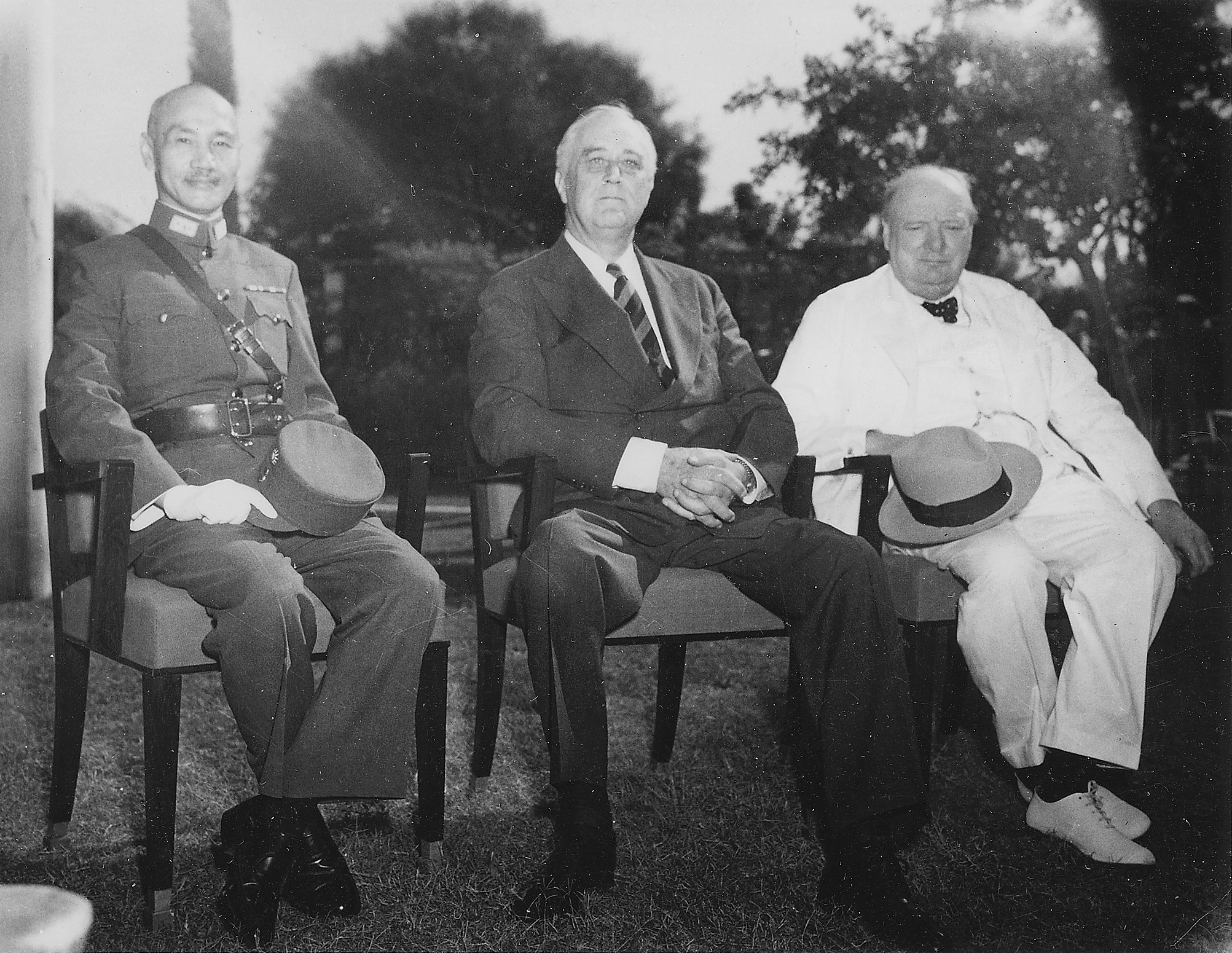
A csendes-óceáni hadszíntér szövetséges vezetői a kairói konferencián 1943-ban: Csang Kaj-sek generalisszimusz, Franklin D. Roosevelt elnök és Winston Churchill miniszterelnök

## A szövetség bővülésének időrendje
Az alábbi felsorolás a független országok formális hadüzenetét tartalmazza; nincsenek benne az ideiglenes kormányzatok nyilatkozatai, a gyarmattartó országoknak a gyarmatok, vagy más nem független országok nevében tett nyilatkozatai.

### Lengyelország német lerohanásaután
- Lengyelország: 1939. szeptember 1.
- Ausztrália: 1939. szeptember 3.
- Új-Zéland: 1939. szeptember 3.
- Egyesült Királyság: 1939. szeptember 3. (vele az Indiai Birodalom és a koronagyarmatok)
- Franciaország: 1939. szeptember 3.
- Nepál: 1939. szeptember 4.
- Dél-Afrika: 1939. szeptember 6.
- Kanada: 1939. szeptember 10.

### A „furcsa háború” után
- Norvégia: 1940. április 9.
- Belgium: 1940. május 10.
- Luxemburg: 1940. május 10.
- Hollandia: 1940. május 10.
- Görögország: 1940. október 28.
- Jugoszlávia: 1941. április 6.
- Szovjetunió: 1941. június 22.
- Tannu Tuva: 1941. június 25.

### A Pearl Harbor elleni támadásután
- Panama: 1941. december 7.
- Costa Rica: 1941. december 8.
- Dominikai Köztársaság: 1941. december 8.
- El Salvador: 1941. december 8.
- Haiti: 1941. december 8.
- Honduras: 1941. december 8.
- Nicaragua: 1941. december 8.
- Amerikai Egyesült Államok: 1941. december 8.
- Kínai Köztársaság: 1941. december 9. (1937. július 7. óta háborúban állt Japánnal)
- Guatemala: 1941. december 9.
- Kuba: 1941. december 9.
- Koreai Köztársaság ideiglenes kormánya: 1941. december 10.
- Csehszlovák emigráns kormány : 1941. december 16.

### Az Egyesült Nemzetek Nyilatkozataután
- Peru: 1942. február 12.
- Mexikó: 1942. május 22.
- Brazília: 1942. augusztus 22.
- Etiópia: 1942. december 14.
- Irak: 1943. január 17. (a szövetségesek 1941-ben megszállták)
- Bolívia: 1943. április 7.
- Irán: 1943. szeptember 9. (a szövetségesek 1941-ben megszállták)
- Olaszország: 1943. október 13. (korábban a tengely tagja)
- Kolumbia: 1943. november 26.
- Libéria: 1944. január 27.

### Anormandiai partraszállásután
- Románia: 1944. augusztus 23. (korábban a tengely tagja)
- Bulgária: 1944. szeptember 8. (korábban a tengely tagja)
- San Marino: 1944. szeptember 21.
- Albánia: 1944. október 26.
- Magyarország (Ideiglenes Nemzeti Kormány): 1945. január 20.
- Bahawalpur: 1945. február 2.
- Ecuador: 1945. február 2.
- Paraguay: 1945. február 7.
- Uruguay: 1945. február 15.
- Venezuela: 1945. február 15.
- Törökország: 1945. február 23.
- Libanon: 1945. február 27.
- Szaúd-Arábia: 1945. március
- Finnország: 1945. március 4. (korábban a tengely oldalán, később ténylegesen a szövetségesek oldalán harcolt a lappföldi háborúban)
- Argentína: 1945. március 27.
- Chile: 1945. április 11.

### Hirosima és Nagaszaki lebombázásaután
- Mongol Népköztársaság: 1945. augusztus 9.